# أحمدسرغوراب
أحمدسرغوراب (بالفارسية: احمدسرگوراب) هي مدينة تقع في محافظة جيلان في إيران. يقدر عدد سكانها بـ 2,223 نسمة.